# Рехтер, Зеэв
Зеэв Рехтер (ивр. זאב רכטר‎; 12 апреля 1899, Ковалевка Одесского уезда Херсонской губернии, Российская империя — 18 декабря 1960, Тель-Авив, Израиль) — один из ведущих израильских архитекторов середины XX века.

## Биография
Зеэв Рехтер родился в местечке Ковалевка в Херсонской губернии (ныне Украина), имя при рождении Велвл (уменьшительное Вева). Закончил техническое училище в Николаеве, где изучал строительство и архитектуру. Репатриировался в Палестину в 1919 году на корабле «Руслан». Перед поездкой познакомился с Полей Зингер, которая жила в Палестине с 1913 года и до Первой мировой войны, а во время войны вместе с семьёй была изгнана и оказалась в России. Поля вернулась в Палестину на одном корабле с Рехтером, а позднее стала его женой:

«Как-то утром в доме появились двое парней — один из них Вева (Велвл) Рехтер — и сообщили, что группа из Николаева возвращается в Израиль. Присоединилась к ним и вернулась на корабле «Руслан» в 1919 году. Море было сватом… Когда мы прибыли в Яффу, мы уже были парой».
Оригинальный текст (иврит)בוקר אחד הופיעו שני בחורים — אחד מהם ואוא (וולוול) רכטר — והודיעו שהקבוצה מניקילייב נוסעת לישראל. נצטרפתי אליהם וחזרתי באנייה "רוסלן" ב-1919. הים היה השדחן… כשבאנו ליפו כבר היינו זוג.

Рехтер поселился в Тель-Авиве и начал работать у инженера Саши Хисина. Первой его работой у Хисина была топографическая съёмка в районе будущей улицы Алленби, проводимая для подготовки проектирования и строительства улицы. Потом переехал в Иерусалим, где работал чертёжником в мастерской архитектора Биньямина Хайкина. В 1921 году вернулся с семьёй в Тель-Авив. Первым самостоятельным архитектурным проектом Зеэва Рехтера был дом на углу улиц Нахлат-Биньямин и Рамбам в Тель-Авиве, построенный в 1924 году. Это был жилой дом в эклектическом стиле, псевдо-европейский. Позднее он получил название «Дом с кувшинами» (ивр. בית הכדים‎), потому что на карнизе над первым этажом были установлены кувшины в греческом стиле.
В 1926 году поехал в Рим изучать инженерное дело. В 1927 году вернулся в Палестину. В 1929 году поехал в Париж учиться в Национальной школе мостов и дорог, которую закончил в 1930 году. Вернулся в Палестину в 1932 году и открыл свою фирму в Тель-Авиве. В это время в семье Рехтера было уже трое детей: сын Яаков и две дочери — Авива и Тути.
В 40-е годы карьера Рехтера стремительно развивалась, увеличился масштаб его проектов. В эти годы он разработал ряд проектов для кибуцев и сельскохозяйственных поселений, в частности, проекты кибуцев Тель-Амаль и Кфар-Менахем. В эти годы он также продолжал работать в области городского строительства; спроектировал несколько зданий, получивших известность. В 1949 году Еврейское агентство объявило конкурс на лучший проект здания для сионистских конгрессов, а также для других местных и международных конференций и встреч. Зеэв Рехтер выиграл конкурс, и в 1950—1960 годах по его проекту был построен комплекс «Биньяней ха-Ума» в Иерусалиме.
Рехтер оказал заметное влияние на жилищное и гражданское строительство Израиля. Спроектировал и построил тысячи частных и сотни общественных зданий. Был одним из первых израильских архитекторов, построивших в Тель-Авиве жилое здание, стоящее на колоннах — Бейт-Энгел на бульваре Ротшильда.
В 1957 году был удостоен премии имени Исраэля Рокаха за разработку архитектурного плана застройки района Маоз-Авив в Тель-Авиве.

## Избранные проекты и постройки
- Жилой дом фотографа Авраама Соскина на улице Иегуда Галеви 1933 — 1935 гг.
- Жилой дом «Бет-Энгел», бульвар Ротшильда 84, Тель-Авив, 1934—1936 гг.
- Больница Меир в Кфар-Саве 1947 - 1953
- Больница Каплан в Реховоте 1947 - 1953;
- Больница Элиша в Хайфе 1949 - 1953;
- Комплекс «Биньяней ха-Ума» в Иерусалиме, 1951 г.
- Концертный зал «Гейхал ха-Тарбут» имени Ф. Р. Манна в Тель-Авиве (с сыном Яаковом, Довом Карми и другими)
- Школа археологии в кампусе Еврейского университета в Гиват-Раме, Иерусалим
- Гостиницы в Герцлии и на берегу Мертвого моря

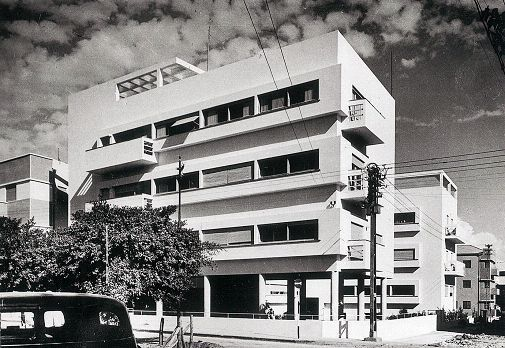
«Бет-Энгел» на бульваре Ротшильда, Интернациональный стиль
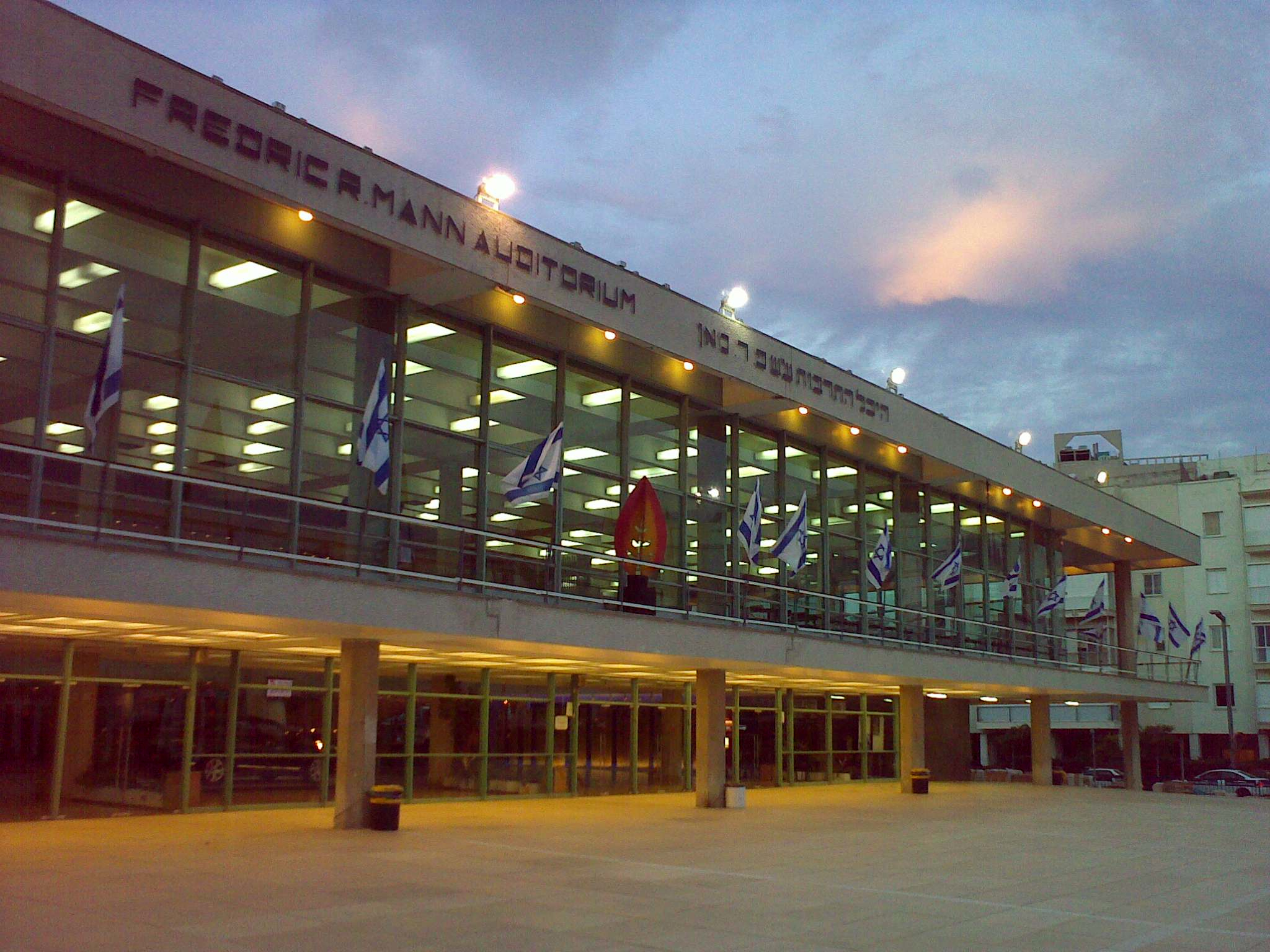
«Гейхал ха-Тарбут»